# مايكل أنطوني جمبرون
مايكل أنطوني جمبرون المُزداد في الـ16 نوفمبر 1943 في بوفالو نيويورك هو عالم أحياء وطبيب أمريكي يدرس بيولوجيا وعلم أمراض جدران الأوعية الدموية ويعد أحد أشهر علماء بيولوجية الأوعية الدموية في العالم.

## مسيرته المهنية
درس جمبرون علم الحيوان في جامعة كورنيل وتحصل منها على درجة البكالوريوس بامتياز في عام 1965، ثم التحق بكلية الطب بجامعة هارفارد، حيث حصل على درجة الدكتوراه في الطب عام 1970. بعد الانتهاء من تدريبه في مستشفى ماساتشوستس العام، توجه لإجراء الأبحاث في المركز الطبي لمستشفى الأطفال في بوسطن ثم في المعهد الوطني للسرطان في بيثيسدا. ثم بدأ فترة الإقامة بصفة طبيب علم الأمراض في مستشفى بريغهام في بوسطن، حيث أسس مختبرًا لأبحاث أمراض الأوعية الدموية في عام 1976 وأصبح أستاذًا في علم الأمراض في عام 1985. الدكتور جمبرون هو أستاذ كرسي ألسي فريدمان أستاذة علم الأمراض في كلية الطب بجامعة هارفارد ومدير مركز التميز في بيولوجيا الأوعية الدموية ومدير فسم علم الأمراض في مستشفى بريغهام والنساء في بوسطن.

## أبحاثه ومقالاته
تركز اهتمام الدكتور جمبرون في أبحاثه على بيولوجية الأوعية الدموية والتهابها وقد أسس الإطار العلمي لفهم الدور الذي تقوم به الخلايا المُبطِّنة للأوعية في آليات أمراض الجهاز الدوراني مثل تصلُّب الشرايين ومضاعفاته والذبحة الصدرية وغيرها من أمراض القلب. وهو رائد زراعة الخلايا المُبطِّنة للأوعية الدموية وخلايا العضلات الملساء وأول من أثبت قيامها بإفراز البروستاغلاندينات والوسائط الأخرى المؤثِّرة على وظائف الصفائح الدموية وكرات الدم البيضاء. وقد اكتشف دور بعض الوسائط الالتهابية في حفز الخلايا المُبطِّنة وتعرَّف على الجزيئات التي تربطها بالخلايا الالتهابية أثناء نشوء الالتهاب والتصلُّب في جدران الأوعية الدموية، كما تعرَّف على بعض المورِّثات التي تساعد الخلايا المُبطِّنة للأوعية على مقاومة الخلل في سريان الدم وقام بسلسلتها. وقد فتحت دراساته المجال لابتداع وسائل جديدة لتشخيص أمراض الأوعية الدموية وعلاجها والوقاية منها. وقد نُشرت أعماله في أكثر من 250 بحثاً ومقالة علمية وفصلاً في كتاب.
كما دُعي أستاذاً زائراً مُتميِّزاً في العديد من الجامعات في الولايات المتحدة وأوروبا واليابان. وهو زميل الأكاديمية الوطنية للعلوم ومعهد الطب التابع لها بالولايات المتحدة، وزميل الأكاديمية الأمريكية للعلوم والآداب، وعضو في هيئات تحرير عدد من المجلات الطبية الكبرى، ورئيس سابق للجمعية الأمريكية لعلم الأمراض التجريبي، ورئيس مؤسس لمنظمة “بيولوجية الأوعية الدموية” لأمريكا الشمالية.
أجرى الدكتور جمبرون أبحاثًا حول أمراض جدران الأوعية الدموية مثل تصلب الشرايين والتخثر والالتهابات، وقام بعمل رائد في تطوير طرق البحث في المختبر. درس في مختبره تفاعل الخلايا البطانية مع البروتينات المرسالة مثل السيتوكين وخلايا الجهاز المناعي واكتشف جزيئات الكُريَّات البَيضاء البِطانِيَّة الالتصاقية (بالإنجليزية: endothelial-leukocyte adhesion molecule 1) مع مجموعته في عام 1987، والتي تكونت بواسطة الخلايا البطانية بعد التحفيز بواسطة بروتينات السيتوكين ويلعب دورًا في تراكم خلايا الدم البيضاء أو ما يشار إليه بالعدلات على جدار الوعاء الدموي، وخاصة في حالات الالتهاب. كما تم استنساخها في مختبر جمبرون في عام 1989. اكتشف جمبرون في مختبره جزيئات التصاق أخرى مثل السيليكتين وبروتين الخلايا الوعائية الالتصاقي (بالإنجليزية: Vascular cell adhesion protein 1)، والتي تلعب دورًا في تصلب الشرايين.
نشر الدكتور جمبرون العديد من المقالات منها على سبيل الذكر لا الحصر:
ضعف الخلايا البطانية والبيولوجيا المرضية لتصلب الشرايين.
بطانة الأوعية الدموية وديناميكا الدم والبيولوجيا المرضية لتصلب الشرايين.
محاضرة جوردون ويلسون. فهم بطانة الأوعية الدموية: مسار الذهاب والإياب. الخلل البطاني والقوى الميكانيكية الحيوية والبيولوجيا المرضية لتصلب الشرايين.

## مختبر الدكتور جمبرون
يقع مختبر الدكتور مايكل أنطوني جمبرون، في جامعة هارفرد في قسم أبحاث الأوعية الدموية ويركز أبحاث تهم الخلية البطانية الوعائية، وهي البطانة أحادية الخلية السميكة لنظام القلب والأوعية الدموية. يتم اتباع مجموعة من المناهج البيولوجية الخلوية والجزيئية، في كل من أنظمة النماذج المختبرية والحيوية، للتحقيق في دور (أدوار) هذه الخلية الحيوية في الصحة والمرض.

## الجوائز والتقديرات
حصل جيمبروني على جائزة البحوث الأساسية من جمعية القلب الأمريكية في عام 1993 وجائزة باسارو في عام 1996. في عام 1999 حصل على جائزة ألين تايلر الدولية في الطب إلى جانب يهوذا فولكمان وفي عام 2006 على جائزة الملك فيصل العالمية في الطب. في عام 1997 أصبح عضوًا في الأكاديمية الوطنية للعلوم وفي عام 1999 عضوًا في الأكاديمية الأمريكية للفنون والعلوم. كان رئيس الجمعية الأمريكية لعلم الأمراض الاستقصائي، والتي حصل منها على جائزة وارنر لامبرت/بارك ديفيز في علم الأمراض التجريبي.

## جائزة الملك فيصل العالمية في الطب
مُنِح البروفيسور مايكل أنطوني جمبرون الجائزة تقديراً لبحوثه الرائدة حول بيولوجية الأوعية الدموية وقيامه باستنبات الخلايا المبطنة لها ودراستها في الصحة والمرض واكتشافه الجزَيئات التي تربطها بالخلايا الالتهابيَّة وغير ذلك من آليات. وقد ساهمت في تعمِيق المعرفة بالأمراض الوعائيَّة آفاقاً جديدة لتشخيصها وعلاجها.
وقد ألقى كلمة بعد تسلمه للجائزة والتكريم نذكر منها:       
صاحب السمو الملكي الأمير سلطان بن عبد العزيز
ولي العهد نائب رئيس مجلس الوزراء
وزير الدفاع والطيران والمفتش العام
أصحاب الفضيلة والمعالي والسعادة
سيرني بداية أن أعبر عن عميق تقديري وامتناني لمؤسسة الملك فيصل الخيرية على هذا الشرف العظيم، وأن أحيي المؤسسة على جائزتها الفريدة التي تعبر عن أهمية الاحتفاء بما يتحقق من إنجازات في العلوم والآداب، فتلك الإنجازات ملك للحضارة الإنسانية كلها، تشارك في إرساء دعائمها وتحقيق رسالتها دون حدود أو فواصل.

إن جائزة الملك فيصل العالمية في الطب، التي أتشرف بتسلمها اليوم، تجسد الهدف النبيل من وراء الاستفادة من العلوم البيولوجية في تخفيف معاناة الإنسان وتحريره من المرض. وها نحن نشهد عصرا فريدا بالنسبة لتطور العلوم البيولوجية بصفة عامة، ولنا نحن الأطباء بصفة خاصة. إننا نسعى إلى فهم نشأة الأمراض على مستوى الخلايا والجزيئات، وفك طلاسم أمراض القلب والأوعية الدموية والمخ والجهاز العصبي والأعضاء الحيوية الأخرى مستفيدين من الوسائل المبتكرة التي توصل إليها الباحثون من خلال التعاون العالمي في مشروع الجينوم البشري. ولا شك أن معرفة أسس الأمراض ومنشئها هو السبيل الأمثل إلى سرعة تشخيصها، وعلاجها بفعالية، وصولا إلى استئصالها.